# Chris Beckett
Pour les articles homonymes, voir Beckett.
Œuvres principales
- Série Dark Eden

Chris Beckett, né le 28 décembre 1955 à Oxford en Angleterre, est un écrivain britannique de science-fiction.

## Œuvres

### SérieDark Eden
1. Dark Eden, Presses de la Cité, 2015 ((en) Dark Eden, 2012)Réédition, Pocket, coll. « Science-fiction » no 7212, 2016 - Prix Arthur-C.-Clarke 2013
2. Les Enfants d'Eden, Presses de la Cité, 2016 ((en) Mother of Eden, 2015)Réédition, Pocket, coll. « Science-fiction » no 7228, 2017
3. (en) Daughter of Eden, 2016

### Romans indépendants
- (en) The Holy Machine, 2004
- (en) Marcher, 2008

### Recueils de nouvelles
- (en) The Turing Test, 2008
- (en) The Peacock Cloak, 2013